# Sakura (Chiba)
Sakura (jap. 佐倉市, -shi, wörtlich: Hilfslagerhaus) ist eine Großstadt in Japan. Die Stadt befindet sich in der Nähe von Tokio in der Präfektur Chiba.

## Geschichte
Sakura ist eine alte Burgstadt, in der auf Burg Sakura in der Tokugawa-Zeit nacheinander verschiedenen Daimyo-Familien residierten. Ab 1746 übernahmen die Daimyo der Familie Hotta (堀田) mit 100.000 Koku Einkommen die Burg. Nach der Meiji-Restauration verfiel die Burg, nur die Wallanlagen sind zum Teil erhalten. Heute befindet sich dort das Nationalmuseum der japanischen Geschichte.
Sakura erhielt am 1. April 1954 das Stadtrecht, nach dem Zusammenschluss der Gemeinde Sakura (佐倉町, -machi) mit einer weiteren (臼井町) und 4 Dörfern (志津村, 根郷村, 和田村, 弥富村) im Landkreis Imba.
Anlässlich des 40. Bestehens der Stadt Sakura wurde dort von den holländischen Mühlenbauern „Verbij Hoogmade BV“ eine Polderwindmühle (Grundsegler) aus Beton mit Ziegelverkleidung (Erdbeben), vier Stockwerken, Steertnachführung und Schöpfrad errichtet. Die Windmühle heißt De Liefde (Die Liebe) nach dem ersten holländischen Segelschiff, das 1600 an Japans Küste anlegte und steht weithin sichtbar am Südostufer des Imbasees innerhalb des Sakura Furusato Parks auf einer kreisrunden, von einem ca. 6 m weiten Wassergraben umgebenen künstlichen Insel.

## Verkehr
- Straße:
  - Higashikantō-Autobahn nach Tokio oder Kashima
  - Nationalstraßen 251, 296
- Zug:
  - Keisei-Hauptlinie, nach Tokio (Ueno) und Narita
  - JR Sobu-Hauptlinie, nach Tokio und Yokohama

## Söhne und Töchter der Stadt
- Shigeo Nagashima (1936–2025), Baseballspieler und -manager
- Chū Asai (1856–1907), Maler
- Katsuya Nagato (* 1995), Fußballspieler
- Shunta Nakamura (* 1999), Fußballspieler
- Shinnosuke Nakatani (* 1996), Fußballspieler
- Tsuda Sen (1837–1908), Agrarwissenschaftler

## Weblinks

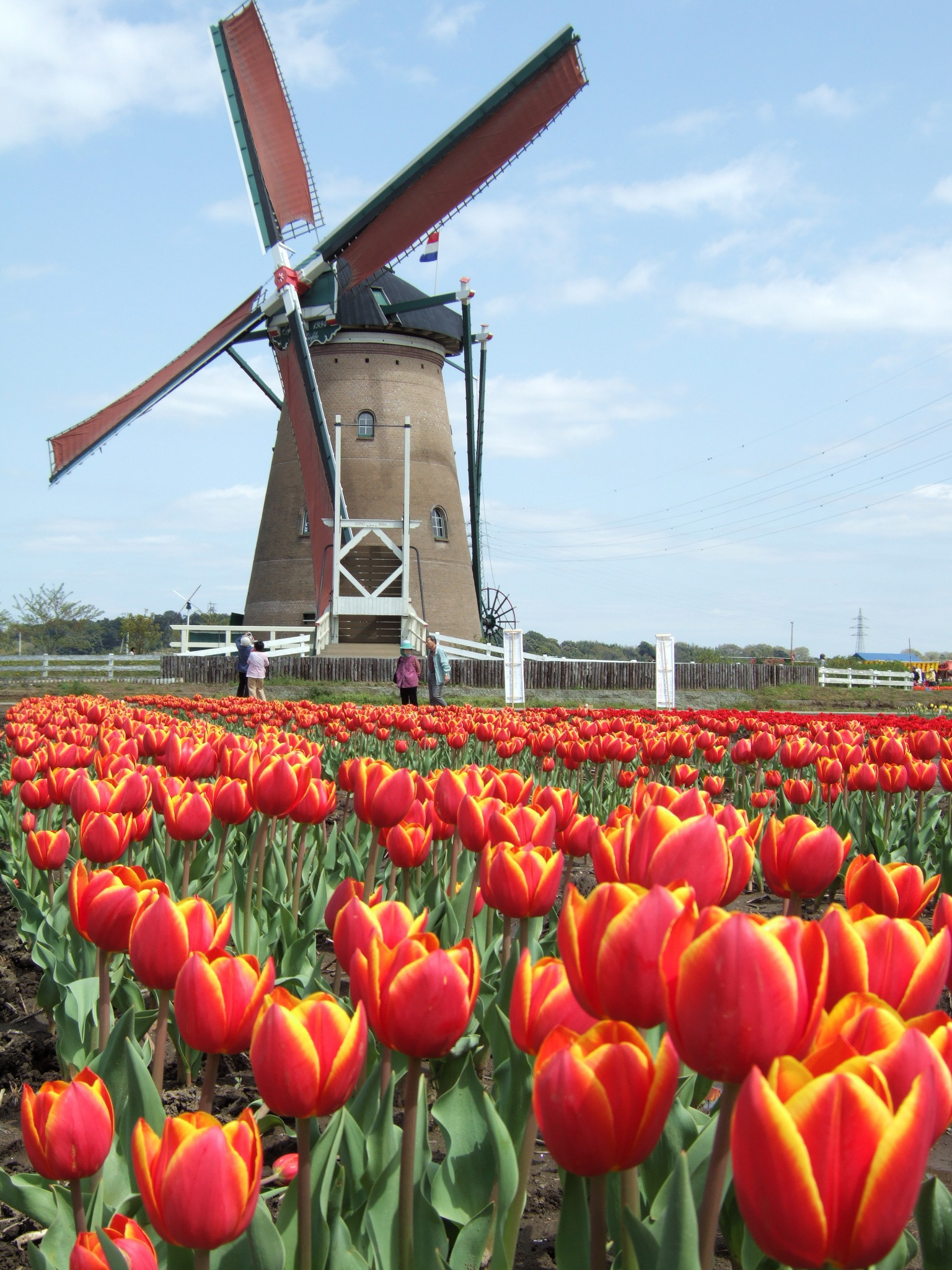
Polderwindmühle De Liefde in Sakura

## Angrenzende Städte und Gemeinden
- Chiba
- Yachiyo
- Inzai
- Yotsukaidō
- Yachimata

## Anmerkung
1. ↑  Hier ist das die lautmalerische Umschreibung von sakura. Das muss nicht Kirsche bedeuten, auch wenn diese im Wappen geführt wird.